# Copa ACLAV 2012
La Copa ACLAV 2012 fue la octava edición de la segunda competencia nacional más importante a nivel de clubes de vóley masculino en la Argentina. Comenzó el 17 de octubre en el Once Unidos de Mar del Plata con el partido entre Buenos Aires Unidos y Gigantes del Sur, encuentro que ganó el elenco bonaerense.
La fase final se jugó en el Estadio Resistencia, en Resistencia, Chaco y el cual pertenece a Sarmiento, por primera vez en la historia. Allí, el elenco de UPCN San Juan Vóley se alzó con su segundo título, venciendo en la final a Buenos Aires Unidos en tres sets.

## Equipos participantes
| Club                       | Localidad                           |
| -------------------------- | ----------------------------------- |
| Boca Río Uruguay Seguros   | Buenos Aires                        |
| Buenos Aires Unidos        | Mar del Plata, Buenos Aires         |
| Personal Bolívar           | Bolívar, Buenos Aires               |
| Gigantes del Sur           | Neuquén, Neuquén                    |
| La Unión de Formosa        | Formosa, Formosa                    |
| Olimpo de Bahía Blanca     | Bahía Blanca, Buenos Aires          |
| PSM Vóley                  | Puerto General San Martín, Santa Fe |
| Sarmiento Santana Textiles | Resistencia, Chaco                  |
| UNTreF Vóley               | Tres de Febrero, Buenos Aires       |
| UPCN San Juan              | San Juan, San Juan                  |

## Formato de competencia
Primera fase
Los diez participantes se dividen en tres grupos o zonas, dos triangulares y un cuadrangular, donde disputan partidos todos contra todos una sola vez. Cada grupo se juega en una sede única durante tres días consecutivos. Los dos mejores equipos de cada grupo avanzan al Final six. El resto de los equipos dejan de participar.
Final six
Los seis clasificados se agrupan en dos triangulares que se disputan en una misma sede. Los dos mejores de cada triangular avanzan a semifinales mientras que el tercero de cada grupo deja de competir.
Fase final
Los cuatro equipos se emparejan el primero de una zona con el segundo de la otra y juegan a partido único el pase a la final. Los ganadores disputan la final mientras que los perdedores el partido por el tercer puesto. El ganador de la final se proclama campeón.

### Sedes
- Zona 1; Estadio Nuestra Señora de Luján, ciudad de San Juan, provincia de San Juan.
- Zona 2; Estadio Once Unidos, Mar del Plata, provincia de Buenos Aires.
- Zona 3; Estadio República de Venezuela, San Carlos de Bolívar, provincia de Buenos Aires.
- Final six y fase final; Gimnasio Resistencia, Resistencia, provincia del Chaco.

## Primera fase

### Zona 1
| Pos. | Equipo              | Partidos | Partidos | Partidos | Sets | Sets | Tantos | Tantos | Pts |
| Pos. | Equipo              | PJ       | PG       | PP       | SG   | SP   | TG     | TP     | Pts |
| ---- | ------------------- | -------- | -------- | -------- | ---- | ---- | ------ | ------ | --- |
| 1.º  | UPCN San Juan Vóley | 2        | 2        | 0        | 6    | 0    | 152    | 118    | 6   |
| 2.º  | PSM Vóley           | 2        | 1        | 1        | 3    | 5    | 169    | 187    | 2   |
| 3.º  | Sarmiento Santana   | 2        | 0        | 2        | 2    | 5    | 165    | 181    | 1   |

|  |                             |
|  | Clasificado al "Final six". |

| Partidos      | Partidos      | Partidos | Partidos          | Partidos | Partidos | Partidos | Partidos | Partidos |
| Fecha         | Local         | Resul    | Visitante         | Set 1    | Set 2    | Set 3    | Set 4    | Set 5    |
| ------------- | ------------- | -------- | ----------------- | -------- | -------- | -------- | -------- | -------- |
| 18 de octubre | UPCN San Juan | 3 - 0    | PSM Vóley         | 25-19    | 27-25    | 25-19    |          |          |
| 19 de octubre | PSM Vóley     | 3 - 2    | Sarmiento Santana | 25-23    | 18-25    | 27-25    | 21-25    | 15-12    |
| 20 de octubre | UPCN San Juan | 3 - 0    | Sarmiento Santana | 25-18    | 25-21    | 25-16    |          |          |

### Zona 2
| Pos. | Equipo              | Partidos | Partidos | Partidos | Sets | Sets | Tantos | Tantos | Pts |
| Pos. | Equipo              | PJ       | PG       | PP       | SG   | SP   | TG     | TP     | Pts |
| ---- | ------------------- | -------- | -------- | -------- | ---- | ---- | ------ | ------ | --- |
| 1.º  | Buenos Aires Unidos | 2        | 2        | 0        | 6    | 1    | 173    | 159    | 6   |
| 2.º  | Boca Río Uruguay    | 2        | 1        | 1        | 3    | 4    | 160    | 154    | 3   |
| 3.º  | Gigantes del Sur    | 2        | 0        | 2        | 2    | 6    | 174    | 194    | 0   |

|  |                             |
|  | Clasificado al "Final six". |

| Partidos      | Partidos            | Partidos | Partidos         | Partidos | Partidos | Partidos | Partidos | Partidos |
| Fecha         | Local               | Resul    | Visitante        | Set 1    | Set 2    | Set 3    | Set 4    | Set 5    |
| ------------- | ------------------- | -------- | ---------------- | -------- | -------- | -------- | -------- | -------- |
| 17 de octubre | Buenos Aires Unidos | 3 - 1    | Gigantes del Sur | 26-24    | 26-24    | 21-25    | 25-22    |          |
| 18 de octubre | Boca Río Uruguay    | 3 - 1    | Gigantes del Sur | 21-25    | 25-15    | 25-19    | 25-20    |          |
| 19 de octubre | Buenos Aires Unidos | 3 - 0    | Boca Río Uruguay | 25-22    | 25-22    | 25-20    |          |          |

### Zona 3
| Pos. | Equipo                | Partidos | Partidos | Partidos | Sets | Sets | Tantos | Tantos | Pts |
| Pos. | Equipo                | PJ       | PG       | PP       | SG   | SP   | TG     | TP     | Pts |
| ---- | --------------------- | -------- | -------- | -------- | ---- | ---- | ------ | ------ | --- |
| 1.º  | Personal Bolívar      | 3        | 3        | 0        | 9    | 2    | 270    | 219    | 9   |
| 2.º  | La Unión de Formosa   | 3        | 2        | 1        | 7    | 6    | 290    | 304    | 5   |
| 3.º  | UNTreF Vóley          | 3        | 1        | 2        | 5    | 7    | 277    | 281    | 4   |
| 4.º  | Olimpo (Bahía Blanca) | 3        | 0        | 3        | 3    | 9    | 261    | 294    | 0   |

|  |                             |
|  | Clasificado al "Final six". |

| Partidos      | Partidos         | Partidos | Partidos     | Partidos | Partidos | Partidos | Partidos | Partidos |
| Fecha         | Local            | Resul    | Visitante    | Set 1    | Set 2    | Set 3    | Set 4    | Set 5    |
| ------------- | ---------------- | -------- | ------------ | -------- | -------- | -------- | -------- | -------- |
| 18 de octubre | Personal Bolívar | 3 - 1    | Olimpo (BB)  | 25-20    | 25-17    | 23-25    | 25-18    |          |
| 18 de octubre | La Unión (F)     | 3 - 2    | UNTreF Vóley | 28-26    | 22-25    | 17-25    | 25-22    | 22-20    |
| 19 de octubre | Olimpo (BB)      | 1 - 3    | La Unión (F) | 24-26    | 22-25    | 25-23    | 18-25    |          |
| 19 de octubre | Personal Bolívar | 3 - 0    | UNTreF Vóley | 25-18    | 25-22    | 25-22    |          |          |
| 20 de octubre | UNTreF Vóley     | 3 - 1    | Olimpo (BB)  | 25-21    | 25-23    | 22-25    | 25-23    |          |
| 20 de octubre | Personal Bolívar | 3 - 1    | La Unión (F) | 22-25    | 25-17    | 25-19    | 25-16    |          |

## Final six

### Zona 1
| Pos. | Equipo            | Partidos | Partidos | Partidos | Sets | Sets | Tantos | Tantos | Pts |
| Pos. | Equipo            | PJ       | PG       | PP       | SG   | SP   | TG     | TP     | Pts |
| ---- | ----------------- | -------- | -------- | -------- | ---- | ---- | ------ | ------ | --- |
| 1.º  | Sarmiento Santana | 2        | 2        | 0        | 6    | 3    | 202    | 183    | 5   |
| 2.º  | Personal Bolívar  | 2        | 1        | 1        | 5    | 3    | 179    | 173    | 4   |
| 3.º  | Boca Río Uruguay  | 2        | 0        | 2        | 1    | 6    | 146    | 171    | 0   |

|  |                            |
|  | Clasificado a semifinales. |

| Partidos      | Partidos          | Partidos | Partidos         | Partidos | Partidos | Partidos | Partidos | Partidos |
| Fecha         | Local             | Resul    | Visitante        | Set 1    | Set 2    | Set 3    | Set 4    | Set 5    |
| ------------- | ----------------- | -------- | ---------------- | -------- | -------- | -------- | -------- | -------- |
| 25 de octubre | Sarmiento Santana | 3 - 1    | Boca Río Uruguay | 25-18    | 21-25    | 25-19    | 25-17    |          |
| 26 de octubre | Personal Bolívar  | 3 - 0    | Boca Río Uruguay | 25-23    | 25-22    | 25-22    |          |          |
| 27 de octubre | Sarmiento Santana | 3 - 2    | Personal Bolívar | 25-19    | 22-25    | 25-20    | 17-25    | 17-15    |

### Zona 2
| Pos. | Equipo              | Partidos | Partidos | Partidos | Sets | Sets | Tantos | Tantos | Pts |
| Pos. | Equipo              | PJ       | PG       | PP       | SG   | SP   | TG     | TP     | Pts |
| ---- | ------------------- | -------- | -------- | -------- | ---- | ---- | ------ | ------ | --- |
| 1.º  | Buenos Aires Unidos | 2        | 2        | 0        | 6    | 1    | 173    | 138    | 6   |
| 2.º  | UPCN San Juan       | 2        | 1        | 1        | 3    | 3    | 129    | 135    | 3   |
| 3.º  | La Unión de Formosa | 2        | 0        | 2        | 1    | 6    | 144    | 173    | 0   |

|  |                            |
|  | Clasificado a semifinales. |

| Partidos      | Partidos            | Partidos | Partidos            | Partidos | Partidos | Partidos | Partidos | Partidos |
| Fecha         | Local               | Resul    | Visitante           | Set 1    | Set 2    | Set 3    | Set 4    | Set 5    |
| ------------- | ------------------- | -------- | ------------------- | -------- | -------- | -------- | -------- | -------- |
| 25 de octubre | UPCN San Juan       | 3 - 0    | La Unión (F)        | 25-19    | 25-23    | 25-18    |          |          |
| 26 de octubre | Buenos Aires Unidos | 3 - 1    | La Unión (F)        | 25-23    | 23-25    | 25-17    | 25-19    |          |
| 27 de octubre | UPCN San Juan       | 0 - 3    | Buenos Aires Unidos | 18-25    | 19-25    | 17-25    |          |          |

### Fase final
|  | Semifinales         | Semifinales |                     |               | Final             | Final        |  |
|  |                     |             |                     |               |                   |              |  |
|  |                     |             |                     |               |                   |              |  |
|  | Buenos Aires Unidos | 3           |                     |               |                   |              |  |
|  | Buenos Aires Unidos | 3           |                     |               |                   |              |  |
|  | Personal Bolívar    | 1           |                     |               |                   |              |  |
|  | Personal Bolívar    | 1           |                     | UPCN San Juan | 3                 |              |  |
|  |                     |             |                     | UPCN San Juan | 3                 |              |  |
|  |                     |             | Buenos Aires Unidos | 0             |                   |              |  |
|  | Sarmiento Santana   | 0           | Buenos Aires Unidos | 0             |                   |              |  |
|  | Sarmiento Santana   | 0           |                     |               |                   |              |  |
|  | UPCN San Juan       | 3           |                     |               | Tercer lugar      | Tercer lugar |  |
|  | UPCN San Juan       | 3           |                     |               | Tercer lugar      | Tercer lugar |  |
|  |                     |             |                     |               |                   |              |  |
|  |                     |             |                     |               | Sarmiento Santana | 3            |  |
|  |                     |             |                     |               | Sarmiento Santana | 3            |  |
|  |                     |             |                     |               | Personal Bolívar  | 2            |  |
|  |                     |             |                     |               | Personal Bolívar  | 2            |  |
|  |                     |             |                     |               |                   |              |  |

#### Semifinales
| Fecha         | Local                      | Resul | Visitante        | Set 1 | Set 2 | Set 3 | Set 4 | Set 5 |
| ------------- | -------------------------- | ----- | ---------------- | ----- | ----- | ----- | ----- | ----- |
| 28 de octubre | Buenos Aires Unidos        | 3 - 1 | Personal Bolívar | 23-25 | 25-19 | 25-12 | 25-19 |       |
| 28 de octubre | Sarmiento Santana Textiles | 0 - 3 | UPCN San Juan    | 17-25 | 21-25 | 22-25 |       |       |

#### Tercer puesto
| Fecha         | Local                      | Resul | Visitante        | Set 1 | Set 2 | Set 3 | Set 4 | Set 5 |
| ------------- | -------------------------- | ----- | ---------------- | ----- | ----- | ----- | ----- | ----- |
| 29 de octubre | Sarmiento Santana Textiles | 3 - 2 | Personal Bolívar | 25-20 | 19-25 | 14-25 | 25-19 | 16-14 |

#### Final
| Fecha         | Local         | Resul | Visitante           | Set 1 | Set 2 | Set 3 | Set 4 | Set 5 |
| ------------- | ------------- | ----- | ------------------- | ----- | ----- | ----- | ----- | ----- |
| 29 de octubre | UPCN San Juan | 3 - 0 | Buenos Aires Unidos | 25-19 | 25-21 | 25-16 |       |       |

UPCN San Juan Vóley

Campeón

Primer título